# Baie de Humboldt
Pour les articles homonymes, voir Humboldt.

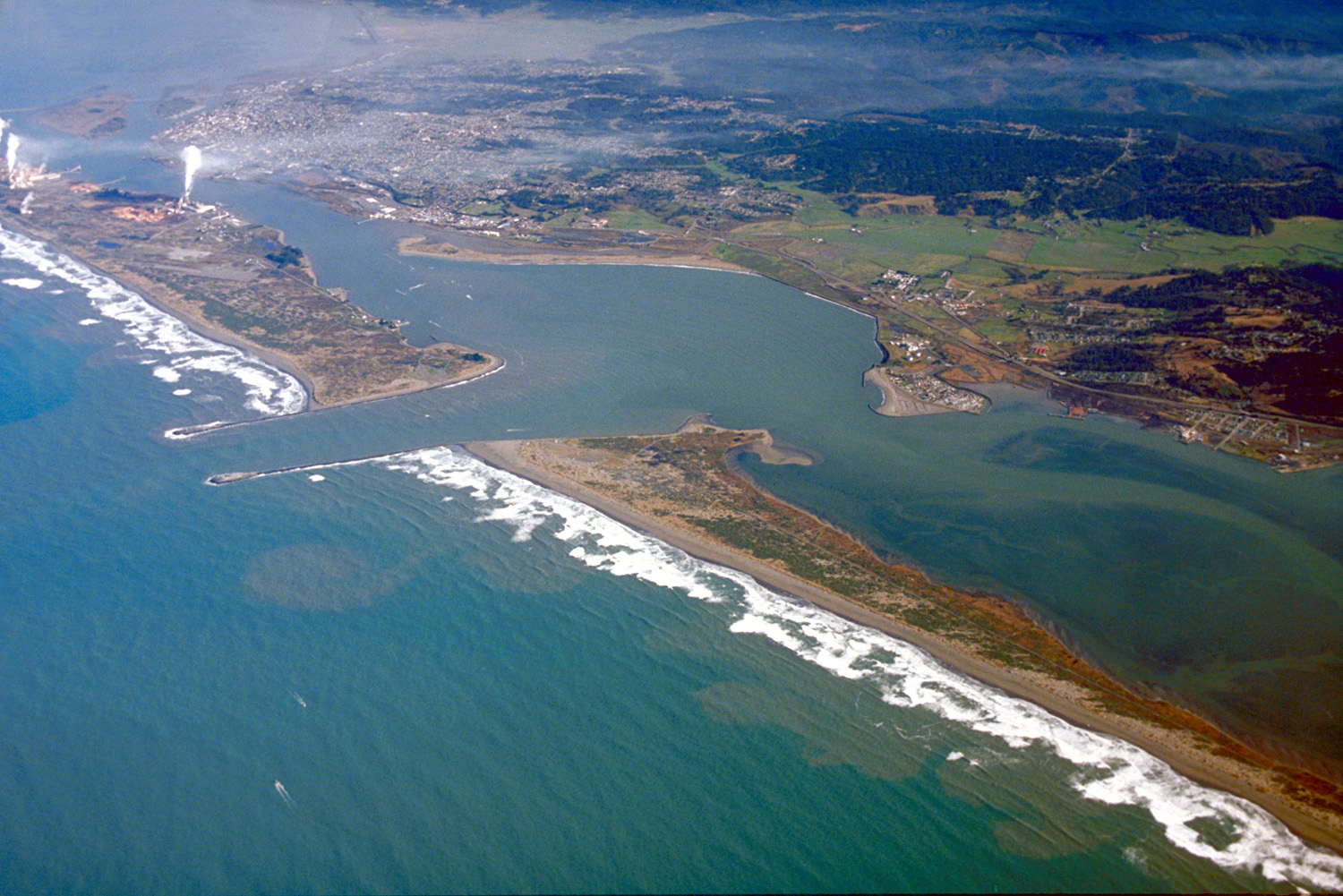
Vue d'ensemble de la baie de Humboldt.

La baie de Humboldt est située dans le comté de Humboldt, sur la côte californienne, aux États-Unis. Les villes d'Eureka et d'Arcata sont situées à proximité de cette baie. C'est la seule baie profonde située entre San Francisco et la baie de Coos, en Oregon. Malgré le fait qu'elle soit le meilleur port naturel le long d'une côte de plus de six cents miles (1000 km), elle est restée inconnue jusqu'à une époque récente, puisqu'il est extrêmement difficile de la repérer depuis l'océan. Elle est connectée à l'océan Pacifique par un passage aussi étroit que dangereux. 

## Histoire
En 1849, une expédition de sept hommes menés par Josiah Gregg essaie de trouver une route terrestre menant à l'océan Pacifique. Ils quittent la ville minière de Weaverville pour un voyage d'environ 240 km vers la mer. À cause de la densité des forêts de séquoias et des arrêts fréquents de Gregg, qui désire mesurer la latitude et la taille des arbres, l'expédition avance de seulement quelques kilomètres par jour. Les explorateurs commencent à manquer de nourriture, mais arrivent sur la côte et remplissent leurs stocks de nourriture. Ils arrivent alors près de la baie, et repartent vers San Francisco pour signaler leur découverte. En mars 1850, deux navires, le General Morgan et le Laura Virginia, y sont envoyés. L'accès à la baie est très difficile, mais les bateaux réussissent finalement à y entrer, et les marins du Laura Virginia donnent son nom à la baie, en hommage à Alexander von Humboldt, un célèbre naturaliste.